# M5 High-Speed Tractor

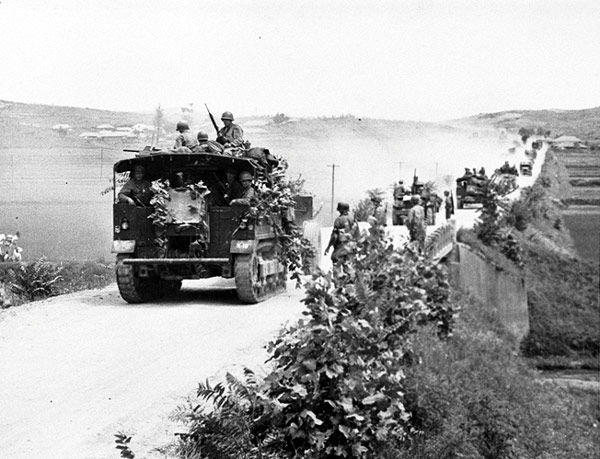
M5 High-Speed Tractor

M5 High-Speed Tractor byl americký dělostřelecký tahač z doby druhé světové války, používaný od roku 1942. 
Stroj byl vyvinut na podvozku tanku M3 Stuart. Jako pohon sloužil šestiválcový benzínový motor Continental R6572 o výkonu 207 hp. Traktor byl vyráběn ve firmě International Harvester a sloužil k tahání děl a houfnic ráže 105 až 155 mm. Jeho výzbroj tvořil protiletadlový kulomet M2 Browning. Stroj byl opatřen navijákem. 
Po druhé světové válce byl tahač vyvezený do několika zemí světa, kde sloužil i k civilním účelům. 

## Technické údaje
- Osádka: 1 + 10 osob
- Hmotnost: 13 791 kg
- Délka: 5030 mm
- Šířka: 2540 mm
- Výška: 2690 mm
- Motor: Continental R6572
- Výkon motoru: 207 hp
- Max. rychlost: 48 km
- Výzbroj: 1 kulomet